# Metamorphoze
Metamorphoze ~Metamorphoze~ (jap. Metamorphoze ～メタモルフォーゼ～ Metamorphoze ~Metamorufōze~) – dwudziesty drugi singel japońskiego artysty Gackta, wydany 25 maja 2005 roku. Oba utwory zostały wykorzystane w filmie Zeta Gundam A New Translation: Heirs to the Stars. Teledysk łączy w sobie materiał z anime z aktorskimi ujęciami Gackta w skafandrze pilotującego statek w UC 0093 (ery Kontratak Chara). Singel osiągnął 2 pozycję w rankingu Oricon i pozostał na listach przebojów przez 13 tygodni. Sprzedano 156 709 egzemplarzy.

## Lista utworów
Wszystkie utwory zostały napisane i skomponowane przez Gackt C.
| Nr | Tytuł                                                                                 | Aranżacja           | Czas |
| -- | ------------------------------------------------------------------------------------- | ------------------- | ---- |
| 1. | "Metamorphoze ~Metamorphoze~" (jap. Metamorphoze ～メタモルフォーゼ～)                | Gackt.C, Chachamaru |      |
| 2. | "Kimi ga matteiru kara" <ReMix>" (jap. 君が待っているから <ReMix>)                    | Gackt.C, Chachamaru |      |
| 3. | "Metamorphoze ~Metamorphoze~" (jap. Metamorphoze ～メタモルフォーゼ～) (instrumental) | Gackt.C, Chachamaru |      |
| 4. | "Kimi ga matteiru kara" <ReMix>" (jap. 君が待っているから <ReMix>) (instrumental)     | Gackt.C, Chachamaru |      |